# RENFE 592 sorozat
A RENFE 592 sorozat egy spanyol széles nyomtávolságú dízelmotorvonat-sorozat. Összesen 70 db motorvonatot gyártott a MACOSA 1981 és 1984 között a RENFE részére. A motorkocsi teljesítménye 840 kW, maximális sebessége pedig 120 km/h.